# Litoria verae
Litoria verae é uma espécie de anfíbio anuros da família Pelodryadidae. Está presente na Papua Nova Guiné. A UICN classificou-a como deficiente de dados.